# Antoni Galiński
Antoni Galiński, ps. „Stefan”, „Mirski” (ur. 5 maja 1888 w Kielcach, zm. 28 grudnia 1949 w Katowicach) – działacz socjalistyczny i komunistyczny, poseł do Sejmu Ustawodawczego 1947–1949, II sekretarz Komitetu Wojewódzkiego (KW) PPR od 1946.

## Życiorys
Ukończył szkołę powszechną i terminy stolarskie, w 1904 wstąpił do PPS, od 1906 działał w PPS-Lewicy. W 1907 został aresztowany i po ponad rocznym pobycie w więzieniu wysiedlony z Kraju Przywiślańskiego, osiadł w Kijowie. W 1910 zesłany na Syberię, skąd w 1911 zbiegł do Krakowa. Od 1914 w Przemyślu. W grudniu 1918 został sekretarzem okręgowym KPRP, a w latach 1925–1927 sekretarzem Komitetu Okręgowego (KO) KPZU. Od 1929 był skarbnikiem i kierował Prowizorium KC KPZU. 22 czerwca 1931 aresztowany w Warszawie i skazany na 8 lat więzienia i pozbawienie praw na 10 lat. W styczniu 1936 zwolniony ze względu na stan zdrowia.
Podczas okupacji niemieckiej utrzymywał w Warszawie kontakty z działaczami PPR, m.in. Edwardem Lanotą. Po powstaniu warszawskim wrócił do Kielc.
Od 5 kwietnia 1945 członek PPR, zakładał organizacje PPR w Legnicy. W grudniu 1945 był delegatem na I Zjazd PPR, a w grudniu 1948 – na I Zjazd PZPR. Od maja 1946 – II sekretarz KW PPR we Wrocławiu, od listopada 1946 przewodniczący Wojewódzkiej Komisji Kontroli Partyjnej (WKKP) i wiceprzewodniczący Wojewódzkiej Rady Narodowej (WRN). Od stycznia 1947 do śmierci poseł do Sejmu Ustawodawczego.

## Ordery i odznaczenia
- Złoty Krzyż Zasługi (12 listopada 1946)[1]

## Upamiętnienie
Do roku 1992 obecna ulica Kobierzycka na wrocławskiej Klecinie nosiła imię Antoniego Galińskiego.